# Клебанська волость
Клебанська волость — історична адміністративно-територіальна одиниця Брацлавського повіту Подільської губернії з центром у селі Клебань.
Станом на 1886 рік складалася з 10 поселень, 6 сільських громад. Населення — 10148 осіб (4902 чоловічої статі та 5246 — жіночої), 1495 дворових господарств.
|                     | Площа, десятин | У тому числі орної, дес. |
| ------------------- | -------------- | ------------------------ |
| Сільських громад    | 11010          | 9036                     |
| Приватної власності | 5545           | 1982                     |
| Надільної власності | 240            | 4                        |
| Казенної власності  | —              | —                        |
| Іншої власності     | 489            | 317                      |
| Загалом             | 17284          | 11339                    |

Поселення волості:
- Клебань — колишнє власницьке село за 18 верст від повітового міста при річці Сільниця, 2900 осіб, 451 дворове господарство, православна церква, школа, постоялий будинок, 2 водяних млини.
- Ганнопіль — колишнє власницьке село при річці Бриндзула, 1200 осіб, 221 дворове господарство, православна церква, школа, 2 постоялих будинки.
- Богданівка — колишнє власницьке село, 1100 осіб, 138 дворових господарств, православна церква, школа, постоялий будинок, лавка.
- Василівка — колишнє власницьке село, 565 осіб, 54 дворових господарства, православна церква, школа, постоялий будинок.
- Гута — колишнє власницьке село при річці Сільниця, 849 осіб, 147 дворових господарства, православна церква, школа, постоялий будинок, водяний млин.
- Кирнасівка — колишнє власницьке село при річці Козариха, 2980 особи, 441 дворове господарство, православна церква, школа, поштова станція, постоялий будинок, лавка, 5 млинів, винокурний завод.